# Vera Beths
Vera Beths   (Haarlem, 1 de juny de 1946) és una violinista neerlandesa.

## Biografia
Beths va rebre les primeres lliçons de violí del seu pare Gijs Beths. Va continuar els seus estudis amb Herman Krebbers al llavors "Muzieklyceum", posteriorment al Conservatori Sweelinck d'Amsterdam. El 1969 va guanyar el primer premi al Concurs Nacional de Violí Oskar Back. Després d'això, va prendre classes de violí a Nova York amb Ivan Galamian.
Vera Beths actua amb orquestres simfòniques holandeses tocant un violí de 1727 construït per Stradivarius. A Vera Beths li agrada tocar música de cambra. Diversos compositors, inclosos Peter Schat, Louis Andriessen, Misha Mengelberg, Geert van Keulen, John Adams i Philip Glass, van escriure obres per a ella. Amb el seu marit, el violoncel·lista Anner Bylsma, i el violí Jürgen Kussmaul, va fundar el conjunt Archibudelli, especialitzat en música antiga. També va tocar música improvisada amb Willem Breuker. L'àlbum Hoe sterk is de eenzame fietser de 1973 de Boudewijn de Groot conté una aparició convidada de Beths al violí (De Reiziger).
Vera Beths imparteix classes al Conservatori d'Amsterdam i al Conservatori Reial de La Haia. Entre els seus estudiants hi ha Heleen Hulst, Colin Jacobsen, Rosanne Philippens, Matthew Truscott i Noa Wildschut.
Vera Beths té dues filles: l'actriu Katja Herbers per la seva relació amb l'oboista Werner Herbers i la documentalista Carine Bijlsma, del seu matrimoni amb Anner Bylsma.